# Рауль Хулія
Рауль Рафаель Хулія і Арселей (ісп. Raúl Rafael Juliá y Arcelay; 9 березня 1940, Сан-Хуан — 24 жовтня 1994, Мангассет) — пуерториканський актор. Внесок Хуліа у світове кіномистецтво був оцінений тільки після його смерті — у 1995 році він був посмертно удостоєний премій «Золотий глобус» і «Еммі» за кращу чоловічу роль у телефільмі «Вогненний сезон».

## Біографія
Народився в пуерториканській столиці Сан-Хуан у родині власника ресторану. Він був найстаршим із чотирьох братів і сестер. Його мати була мецосопрано, яка співала в церковному хорі перед тим, як одружитися з батьком, який був інженером-електриком за освітою. Деякі родичі були також музикантами, в тому числі його тітка Марія Гонсалес, яку він описував як натхненника своєї творчої кар'єри. Сім'я була католицькою.
Закінчивши університет Пуерто-Рико, Хулія вирішив вибрати акторську кар'єру і в 1964 році переїхав до Нью-Йорку, незважаючи на побажання батьків, які хотіли, щоб він став юристом.
У США Хулія почав грати в театрі і на телебаченні. З початку 1970-х років він знімався в кіно. Знімався в різноманітних ролях, граючи лиходіїв, коханців і комедійних персонажів. Особливо колоритно Раулю вдалася роль ексцентричного і імпульсивного голови сімейки Аддамс в однойменній дилогії.
На початку 1994 року, після отруєння суші, у Хулії був діагностований рак шлунка. В кінці жовтня актора доставили в госпіталь через нестерпний біль, де він пережив несподіваний інсульт і впав у кому. 24 жовтня Рауль Хулія пішов з життя.

### Особисте життя
Хулія був двічі одружений:
- з Вассалло Молінеллі (з 1965 по 1969 рік);
- з актрисою Мерел Полоуей (від 1976 до кінця життя Хулії; є двоє синів — Рауль Зигмунд і Бенджамін Рафаель)

## Фільмографія
- 1971 — Паніка в Нідл-Парку — Марко
- 1978 — Очі Лаури Марс / Eyes Of Laura Mars
- 1979 — Отелло — Отелло
- 1982 — Буря / Tempest
- 1982 — Від усього серця / One from the Heart
- 1985 — Поцілунок жінки-павука / Kiss of the Spider Woman
- 1985 — Муссоліні: Нерозказана історія / Mussolini: The Untold Story
- 1985 — Компрометуючі пози / Compromising Positions
- 1986 — На наступний ранок / The Morning After
- 1988 — П'яний світанок
- 1988 — Онассіс: найбагатша людина в світі / Onassis: The Richest Man in the World
- 1988 — Місяць над Парадором / Moon Over Parador
- 1988 — Танго Бар / Tango Bar
- 1989 — Меккі-Ніж / Mack the Knife
- 1989 — Ромеро / Romero — архієпископ Оскар Ромеро
- 1990 — Гавана / Havana
- 1990 — Новачок / The Rookie
- 1990 — Франкенштейн звільнений / Frankenstein Unbound
- 1990 — Презумпція невинності / Presumed Innocent
- 1991 — Сімейка Адамс / The Addams Family
- 1993 — Сімейні цінності Аддамсів / The Addams Family Values
- 1994 — Вуличний боєць / Street Fighter — М. Байсон
- 1994 — Вогненний сезон / The Burning Season
- 1995 — Й спустився ворон / Down Came A Blackbird — Томас Рамірес